# زرشک داروین
زرشک داروین (نام علمی: Berberis darwinii) نام یک گونه از سرده زرشک است.

## نگارخانه

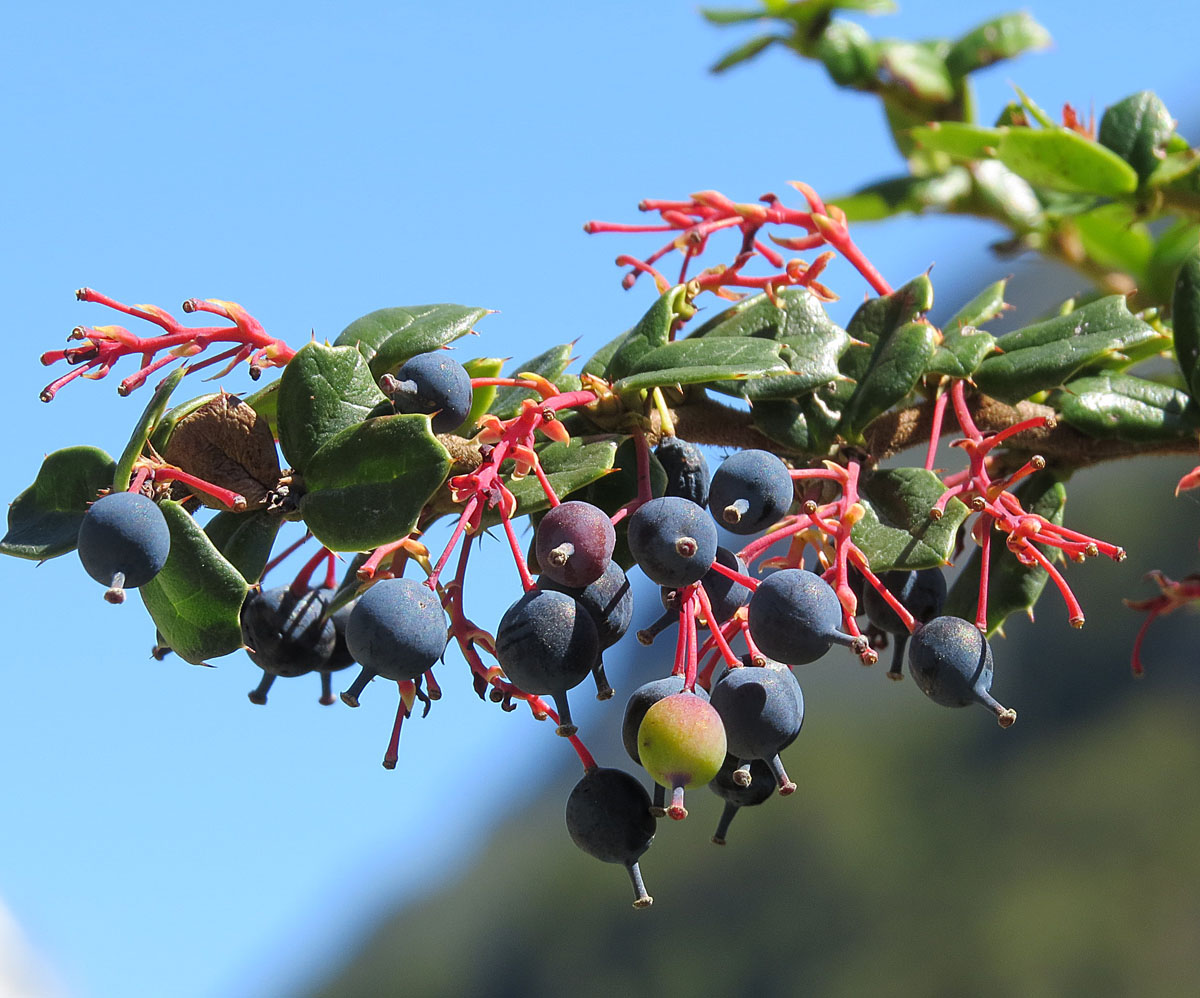
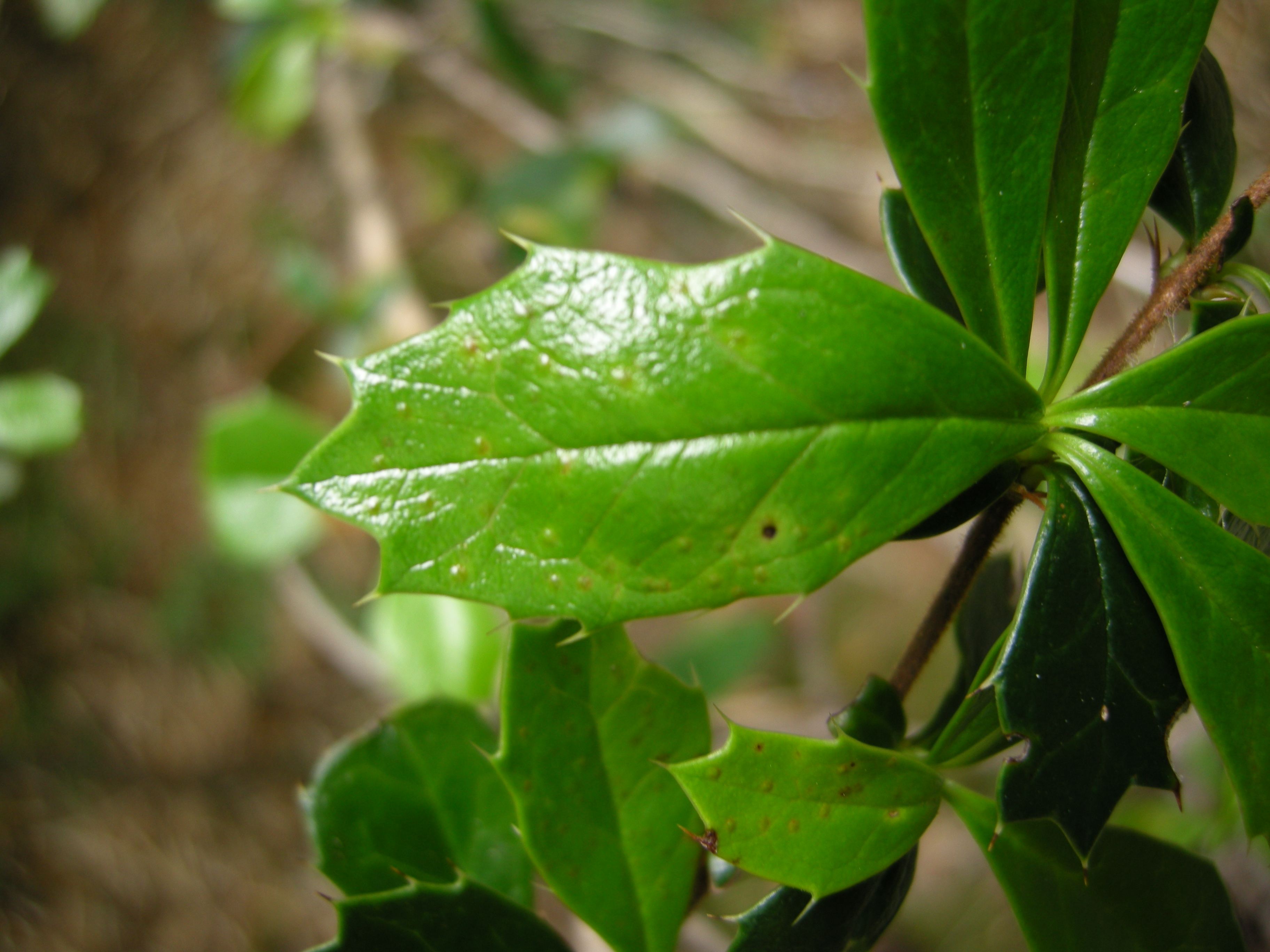
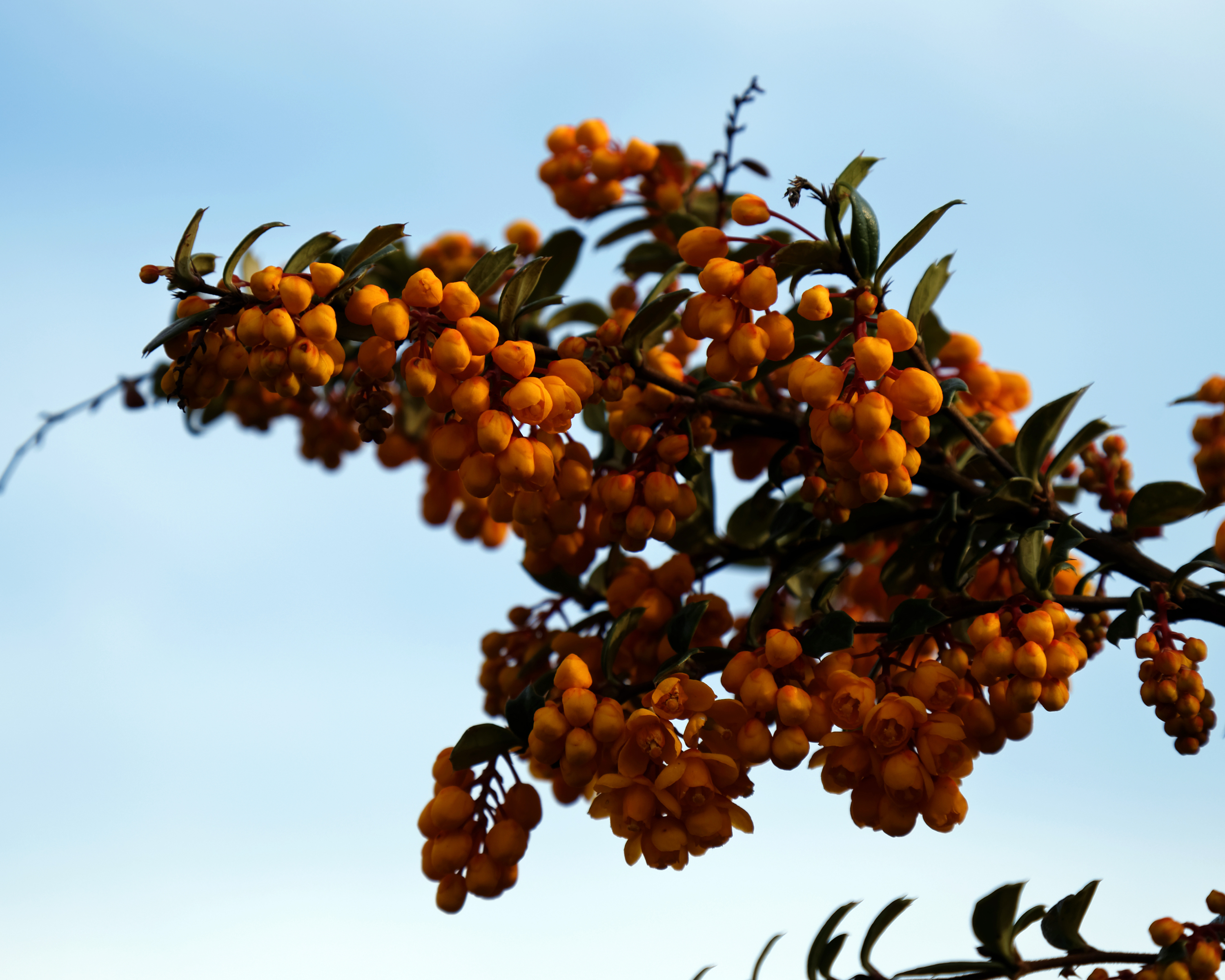
درخت زرشک داروین در انگلستان